# Rastertunnelpotentiometrie

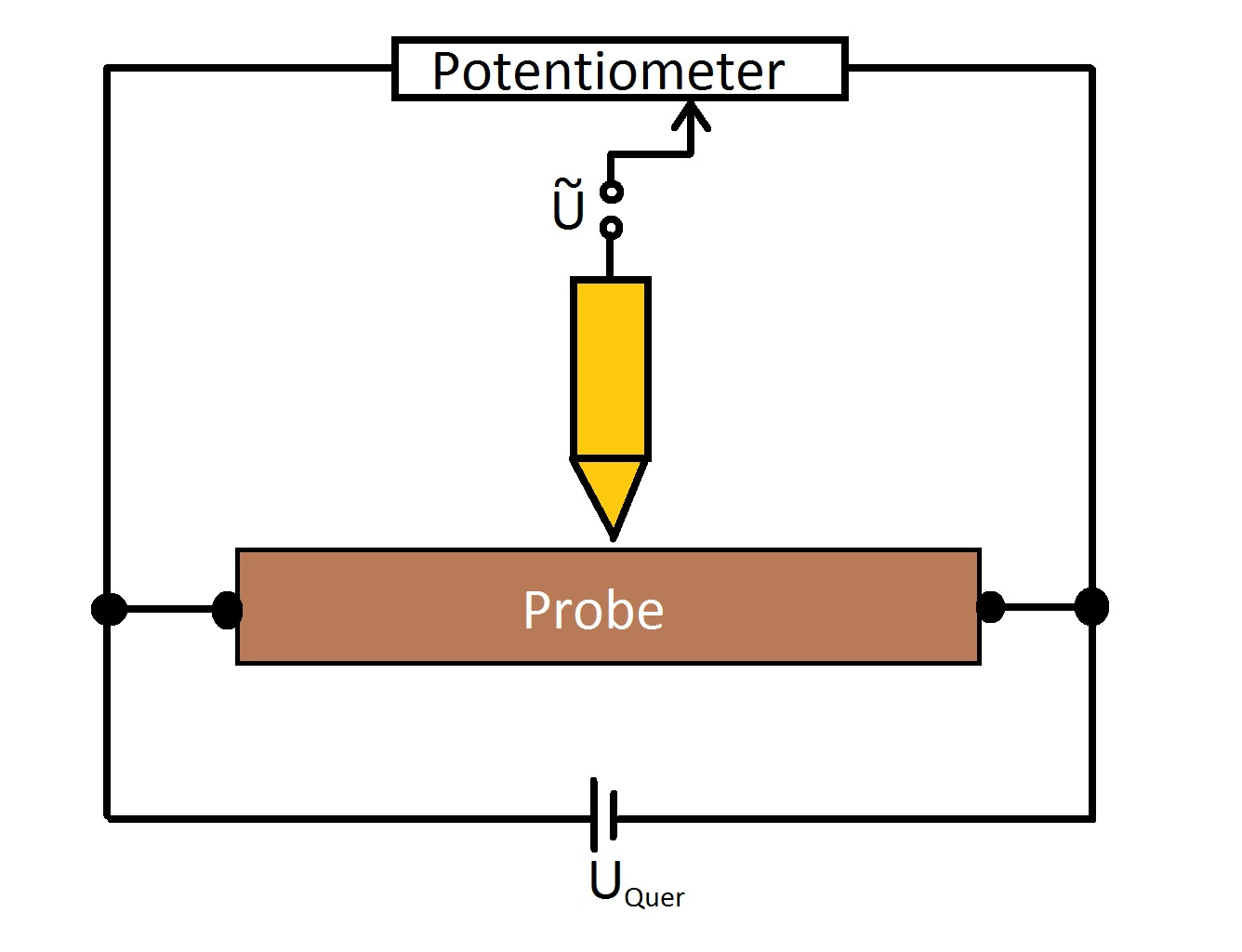
Skizze der Rastertunnelpotentiometrie

Die Rastertunnelpotentiometrie (englisch scanning tunneling potentiometry, STP) ist eine Abwandlung des Rastertunnelmikroskops und wurde 1986 durch P. Muralt und D. W. Pohl entwickelt. Mit Hilfe der STP ist es möglich das lokale elektrochemische Potential {\displaystyle \mu _{ec}} einer Oberfläche zeitgleich mit der zugehörigen Morphologie der Oberfläche nanometer-genau zu erfassen.

## Messprinzip
Man legt über zwei Kontakte eine Querspannung {\displaystyle \ U_{Quer}} entlang einer elektrisch leitenden Probenoberfläche an. Auf der Probenoberfläche bildet sich eine Potentiallandschaft aus. Eine Tunnelspitze wird zur Oberfläche in Tunnelkontakt gebracht und über ein Potentiometer mit den Querspannungskontakten verbunden. Die resultierende Kontaktgeometrie entspricht dem Prinzip einer Wheatstoneschen Messbrücke: Das Potentiometer wird so eingestellt, dass der Strom über die Tunnelspitze verschwindet (Brückenabgleich). Bewegt sich die Tunnelspitze über die Probenoberfläche, ändert sich das lokale Potential. Daher wird die Brücke fortlaufend automatisch neu abgeglichen. Auf den Tunnelkontakt zwischen Tunnelspitze und Probe wird eine Wechselspannung {\displaystyle {\tilde {U}}} gegeben, die ein Wechselstromsignal hervorruft. Der Effektivwert dieses Wechselstromsignals dient der Abstandsregelung der Tunnelspitze, damit diese der Probenoberfläche folgt, ohne sie zu berühren. Die Regelung für den Brückenabgleich nimmt das zeitliche Mittel des Tunnelstroms und „sieht“ daher den Wechselstromanteil nicht.

## Anwendung
Das elektrochemische Potential {\displaystyle \mu _{ec}} ist mit dem Stromtransport auf der Probenoberfläche verknüpft. Da die STP zeitgleich {\displaystyle \mu _{ec}} und die Morphologie der Probe aufzeichnet, kann man Veränderungen von {\displaystyle \mu _{ec}} Strukturen auf der Oberfläche zuordnen. Ein Sprung von {\displaystyle \mu _{ec}} zum Beispiel, korreliert mit einer Oberflächenstruktur, weist auf eine Streuung der Leitungselektronen an dieser Struktur hin. Die Struktur kann daher auch als „Nanowiderstand“ interpretiert werden. Somit ist es möglich mit Hilfe der STP den lokalen Stromtransport auf der Nanometer-Skala zu untersuchen und zu vermessen.